# Милош Растовић
Милош Растовић (Горњи Срб, код Доњег Лапца, 18. октобар 1921 — Синац, код Оточца, 15. септембар 1942) био је учесник Народноослободилачке борбе и народни херој Југославије.

## Биографија
Рођен је 18. октобра 1921. године у Горњем Србу код Доњег Лапца. Основну школу завршио је у родном месту. До почетка Другог светског рата, бавио се земљорадњом.
Придружио се устаничким снагама одмах по избијању оружаног устанка 27. јула 1941. године код Срба. Учествовао је у нападу групе устаника на непријатељске снаге, које су притекле у помоћ нападнутој усташкој посади у Србу. После борби у Србском кланцу, пребацио се на Дреновачу код Бихаћа, где је крајем септембра ступио у летећи Одред „Чапајев“ (касније Одред „Марко Орешковић“).
Учествовао је у многим борбама Одреда на подручју Босне и Лике, од којих су неке напад на усташко-домобранску колону 3. октобра 1941. на Човки, код Кулен Вакуфа, борбе с усташама и домобранима код Доњег Лапца истог месеца, борбе с италијанским снагама код Мекињара 10. новембра и остало.
Дана 29. новембра 1941, од Одреда „Марко Орешковић“ формиран је батаљон, а Милош је наставио да буде његов борац. Учествовао је у првој борби батаљона 11. децембра, као бомбаш, у нападу на непријатеља код Плитвичких језера. Убрзо после ове борбе, постао је десетар.
Почетком 1942. године, Милош је учествовао у нападу батаљона на италијанске снаге у Шијановом кланцу код Коренице, затим поновно у нападу на Италијане 20 дана касније. У јуришу приликом заузимања Доњег Лапца 27. фебруара 1942, био је тешко рањен. Након лечења, вратио се у батаљон, где је примљен за члана Комунистичке партије Југославије (КПЈ) и постављен за командира вода.
Био је међу 32 изабрана борца батаљона „Марко Орешковић“, који сус е средином априла 1942, убацили у Језеране и заузели цркву у којој су се утврдили усташе. Целог дана су у њој одбијали усташке нападе, а следеће ноћи су се пробили из окружења. Од краја априла до почетка маја 1942, Милош је учествовао у борбама у северној Далмацији.
Батаљон „Марко Орешковић“ је јула 1942. године ушао у састав Прве партизанске бригаде Хрватске. Милош је с бригадом учествовао у нападу на четнике у Личкој Јасеници и на усташе у Крижпољу и Језеранама, у нападу на железничку пругу у Капели 25. августа 1942, у нападу на усташку посаду у Дабру, те у поновном нападу на железничку станицу у Капели.
Када је 12. септембра погинуо командир Прве чете у нападу батаљона на четнике у Залужници, Милош је био постављен за новог командира. Међутим, четом је командовао само три дана. Погинуо је 15. септембра 1942. године, недалеко од железничке станице Синац, у јуришу током напада Прве и Друге личке бригаде на италијанско-домобранска обезбеђења железничке пруге између Врховина и Студенаца.
Указом Президијума Народне скупштине ФНР Југославије 20. децембра 1951. проглашен је за народног хероја.